# Grue demoiselle
Grus virgo
Espèce
Synonymes
Anthropoides virgo
Statut de conservation UICN

 LC  : Préoccupation mineure
Statut CITES
La Grue demoiselle (Grus virgo), également appelée Demoiselle de Numidie, est une espèce de grands échassiers de la famille des Gruidae.

## Description
La Grue demoiselle est plus petite que la Grue cendrée. Les joues, la gorge, la poitrine et la longue bavette pectorale sont noires, le reste du plumage est gris. Les ailes associent le gris et le noir. Le dessus de la tête gris surplombe le bec vert-olive et orange. Un touffe de longues plumes blanches pend en arrière de l'œil. Les longues pattes sont noires..

## Voix
La Grue demoiselle craque, glapit, trompette. Son cri, assez proche de celui de la grue cendrée, est très puissant et perceptible de fort loin. Lorsqu'il est porté par le vent, il peut s'entendre à deux kilomètres.

## Répartition et habitat

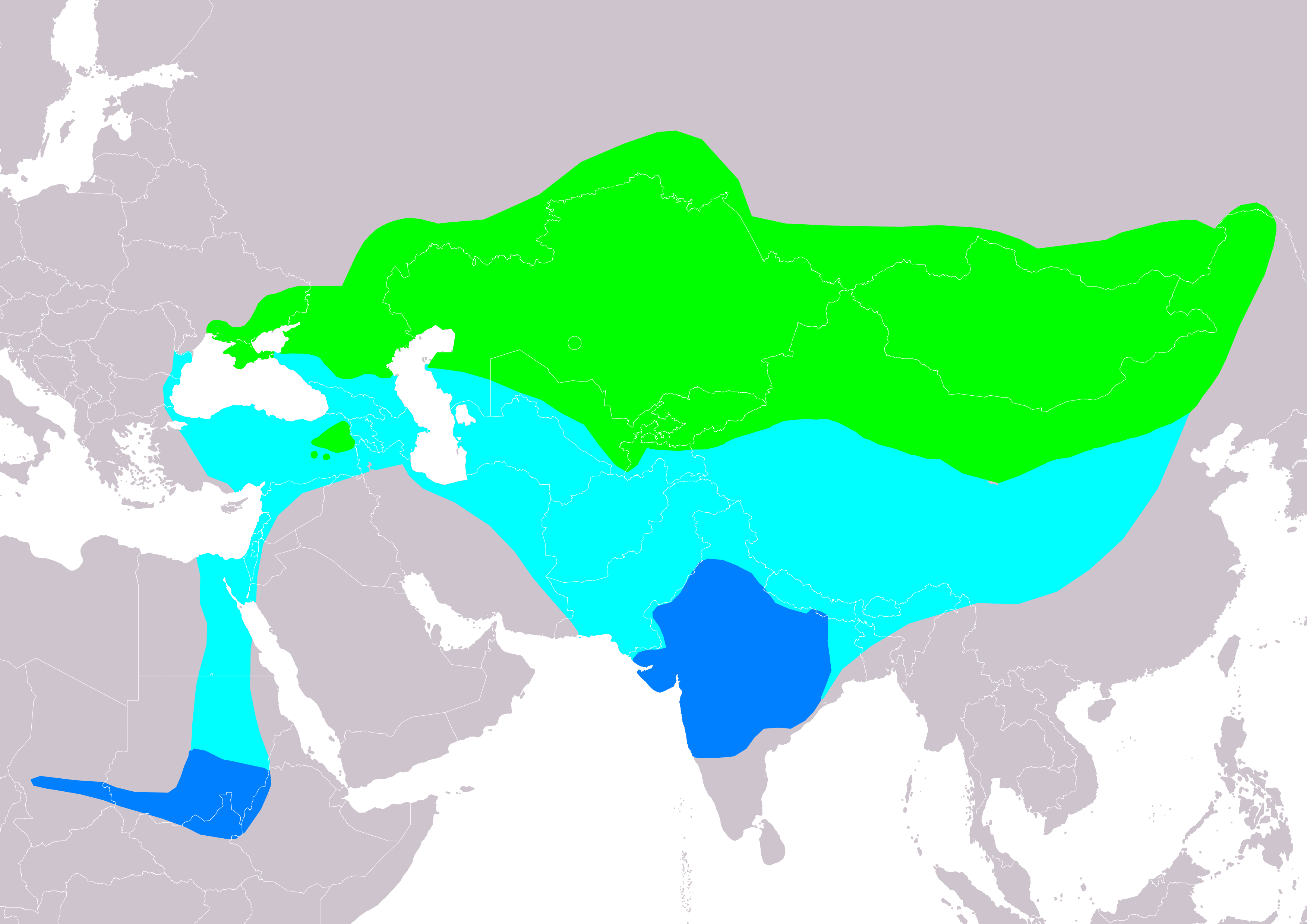
Aire de répartition de la grue demoiselle

En période de reproduction, c'est surtout une espèce de la steppe eurasienne, de la mer Noire au nord-est de la Chine en passant par le sud de la Russie et la Mongolie, ainsi que des régions semi-arides plus au sud en Asie centrale et localement en Anatolie. 
En hiver, elle migre en grandes troupes en Asie du sud où elle est un oiseau symbolique. 
La population européenne actuelle niche, pour sa plus grande part, dans des champs cultivés ou des prairies steppiques pâturées. 
Une végétation clairsemée et un faible niveau d'activité agricole sur les sites de nidification durant la période de reproduction sont des conditions sine qua non.

## Comportement

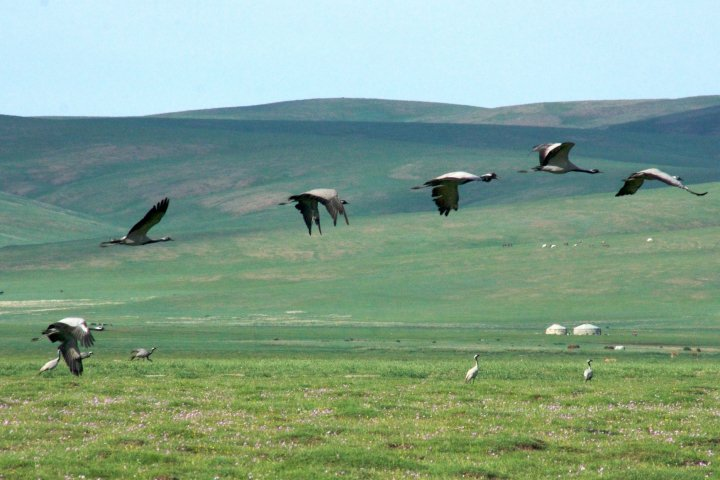
Vol de grues demoiselles au printemps, dans la steppe de Mongolie

La Grue demoiselle a des mœurs diurnes. 
Elle est très sociable en dehors de la période de reproduction. 
Dès la fin de l'automne et en hiver, elle quitte son aire de nidification habituelle située en Asie Centrale et dans l'extrême est de l'Europe pour migrer en direction de l'Asie Méridionale et plus particulièrement en Inde. 
Le village de Khichan (Rajasthan) accueille l'hiver une grande colonie de ces oiseaux, venus de Mongolie.
Les grues volent cou et pattes tendus, et en vol migratoire souvent en grands groupes, et en formation (ligne, V), le groupe est alors guidé par un individu qui une fois fatigué prend place à l'arrière. 
Leur vol est lent et puissant, souvent quelques battements suivis d'un court vol plané. Les permutations sont assez fréquentes.

## Reproduction

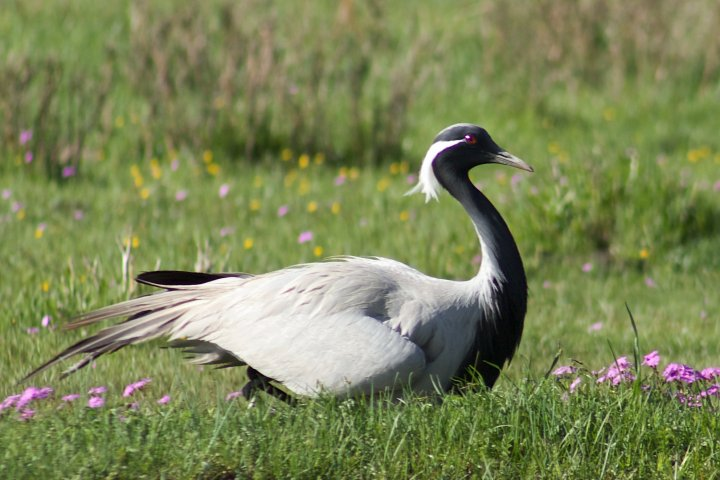
Femelle couvant sur son nid

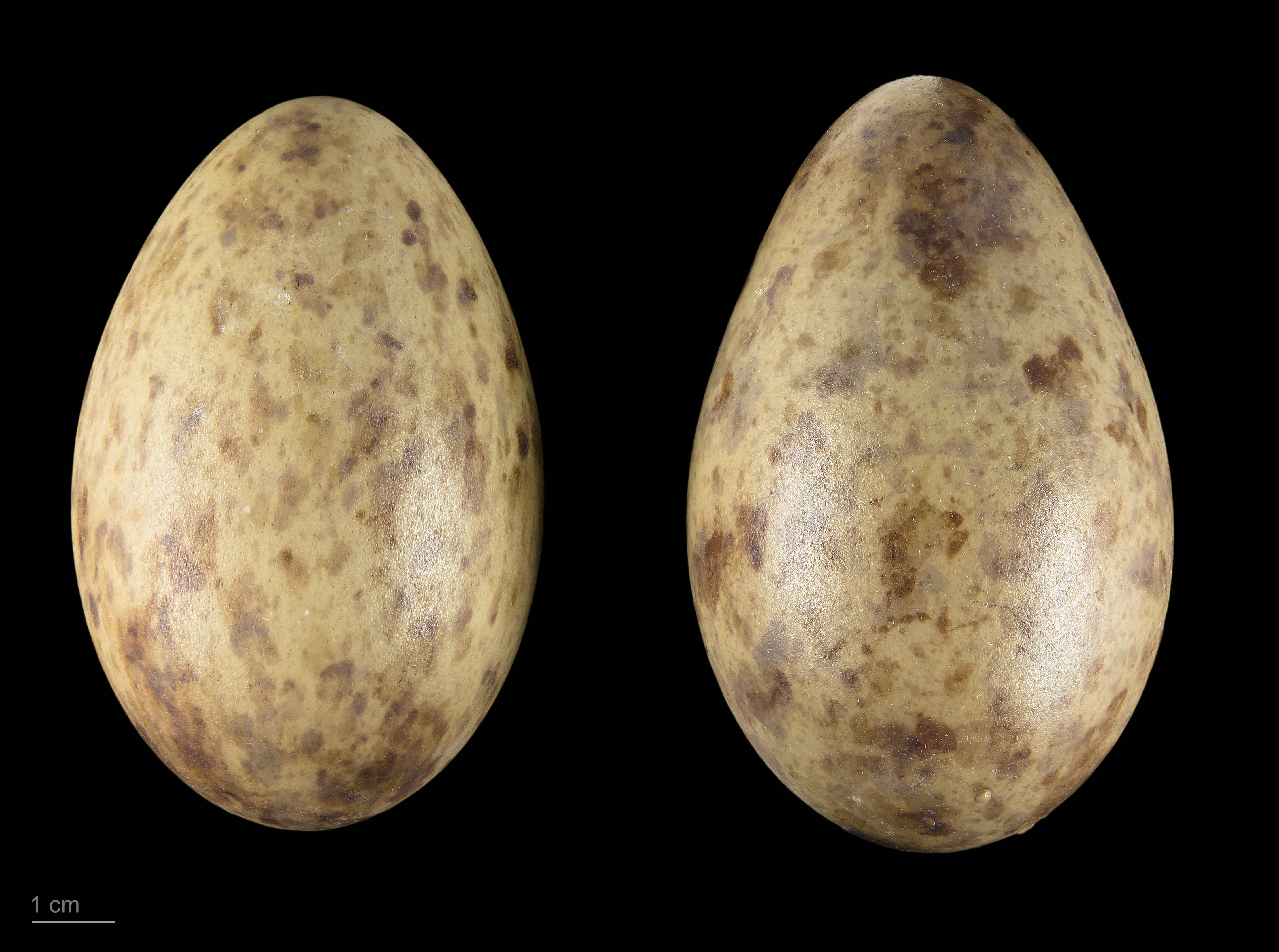
Grus virgo - MHNT

Elle a une maturité sexuelle assez tardive et ne se reproduit pas avant trois voire quatre ans. En avril-mai, elle construit un nid rudimentaire et peu volumineux à même le sol. En règle générale, les nids ne sont jamais distants de plus d'un kilomètre d'une rivière, d'un lac, d'un marais. Plutôt entre 200 et 500 mètres d'un point d'eau. La ponte est généralement de deux œufs. L'incubation est de 27 à 29 jours et est assurée par les deux parents à tour de rôle. La période de séjour au nid est d'environ 55 à 65 jours, ce qui peut paraître court pour des grues. À la fin de l'été, les jeunes prennent leur envol mais ils restent encore au sein de la cellule familiale.

## Alimentation
Son alimentation est surtout d'origine végétale : graines et pousses de tout ordre qu'elle trouve dans les pâtures et les champs. Cependant, au printemps et en été, elle améliore considérablement son régime en consommant des insectes et des petits invertébrés : coléoptères, scarabées, papillons et fourmis.

## Mythologie
Pour les Égyptiens, les grues allaient combattre, aux sources du Nil, les pygmées, 'sortes de petits hommes, dit Aristote, montés sur de petits chevaux, et qui habitent des cavernes'.
D'après les Grecs, les grues se mettent un caillou dans le bec lorsqu'elles traversent le mont Taurus pour s'obliger à rester muettes, et ainsi éviter d'éveiller l'attention des aigles.
La grue passe encore pour avoir dévoilé à Palamède plusieurs caractères de l'alphabet. Ce serait, dit-on en examinant les invariables dispositions du vol des grues, que ce judicieux observateur aurait imaginé les lettres V et Y ; d'où le nom d'oiseau de Palamède, donné en Grèce.

## Source
- del Hoyo J., Elliott A. & Sargatal J. (1996) Handbook of the Birds of the World, Volume 3, Hoatzin to Auks. BirdLife International, Lynx Edicions, Barcelona, 821 p.